# 第一次中東戦争
第一次中東戦争（だいいちじちゅうとうせんそう、ヘブライ語: מלחמת העצמאות、アラビア語: حرب 1948）は、第二次世界大戦終結直後の1948年に新たに独立を宣言したユダヤ教国家イスラエルとその建国やシオニズム思想に反対するアラブ世界の国々の間で勃発した戦争である。パレスチナ戦争ともいう。イスラエル側の呼称は「独立戦争」（ヘブライ語：מלחמת העצמאות）で、アラブ側からは大災害を意味する「ナクバ」とも呼ばれる。この戦争では当初はイスラエルに攻め込んだアラブ諸国側が有利であったが、後にイスラエルが反撃し逆転。この戦争はイスラエルの事実上の勝利に終わり、国際連合（国連）の仲介による停戦後も独立国としての地位を固め、更には当初の国連による分割決議より広大な地域を占領する事となった。また戦後はイスラエルがパレスチナ地域を占領した事により、70万人以上のパレスチナ人が難民となるなど後世に課題も残した。

## 背景
シオニズム運動とは独自の国を持たないユダヤ人の間で広がった「シオンへの帰還」「ユダヤ人国家の建国」というイデオロギーでポグロム等の迫害を期に1900年前後に強まった。早くもオスマン帝国下のパレスチナへ移民する者や、1907年には軍事組織ハガナーの前身バル・ギオラも誕生している。
第一次世界大戦後、ユダヤ人の協力を得たかったイギリスが表明していた1917年のバルフォア宣言に基づきイギリス委任統治領パレスチナにはユダヤ人入植者が増加した。イギリスの認識としてはパレスチナを除いたアラブ人の独立を約束したフサイン＝マクマホン協定とは矛盾せず、パレスチナにはユダヤ人の”郷土”の建設の余地はあるとの認識だった。しかし次第にユダヤ人入植とそれに伴うシオニズムはアラブ系のパレスチナ人との武力を伴う軋轢に繋がっていき、パレスチナ人が入植してきたユダヤ人を襲撃する嘆きの壁事件やアラブ人の反乱などの暴力事件が発生した。
アラブ人の反乱の発生を受け1937年には15%程度の面積のユダヤ人国家と分割する案がイギリスピール委員会から提示されたもののアラブ人側が拒絶。1939年には、イギリスは分割案は不可能との認識からマクドナルド白書にて「イギリスはユダヤ人国家を想定しておらずバルフォア宣言は履行が完了したもの」としてユダヤ人入植を以降制限し10年以内にアラブ人のとユダヤ人の混合国家（パレスチナとしての独立）を求めたが、これには建国を是としてきたシオニズムが反発することになった。第二次世界大戦後にはユダヤ人国家建国に否定的で移民制限を続けるイギリスに対してユダヤ人入植者のうちに武力闘争に身を投じる者も現れた。

### 国連決議

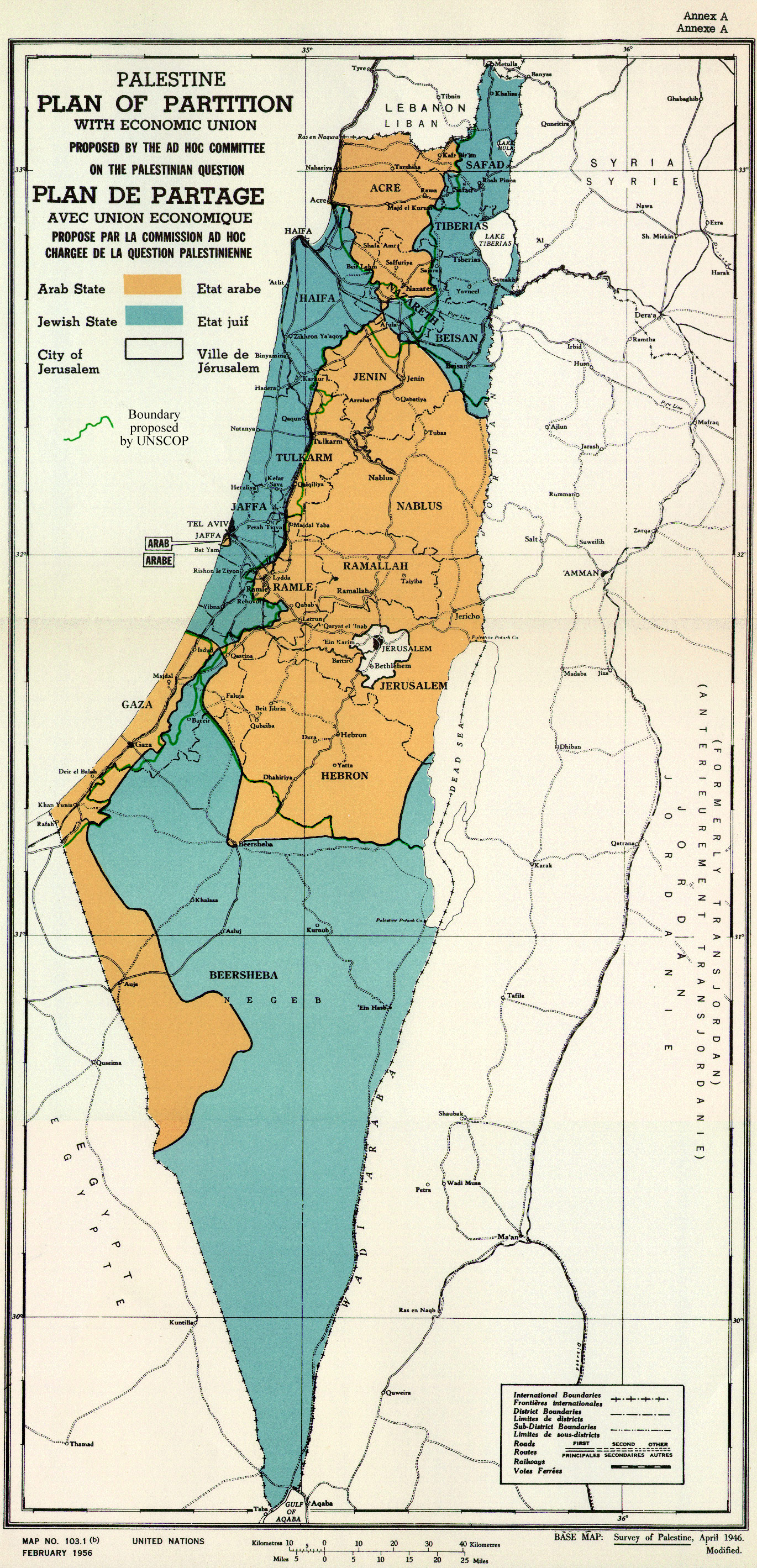
UNSCOP（1947年9月3日）と国連臨時委員会（1947年11月25日） による分割案。図のオレンジ色（アラブ人地域）と青色（ユダヤ人地域）、エルサレム(白色)の部分で分割案が採択された。

1945年後半より、パレスチナにおいてユダヤ人組織のレヒやイルグン・ツヴァイ・レウミ、パルマッハによる武力闘争が活発化する。イギリスは陸軍部隊を派遣し、治安維持活動を行うもののなかなか成果は上がらなかった。そこで1946年6月29日にユダヤ人組織の一斉拘禁を行い、3,000名以上を逮捕した。しかしユダヤ人組織イルグンがこれに反撃し、7月22日にイギリス軍司令部があるエルサレムのキング・デービッド・ホテルを爆破する（キング・デービッド・ホテル爆破事件）。これにより司令部要員多数が死亡した。
委任統治当初から続くユダヤ人のシオニズム運動と、シオニズムを強く嫌うアラブ系パレスチナ人という板挟みになったイギリスはいくつかの解決案を構想したものの上手くいかなかった。また戦後、ホロコーストで同情を集めていたユダヤ人のパレスチナへの移民要求があったものの管理できるような状況ではなかった。
このためパレスチナ統治に困難を覚えたイギリス政府は、1947年2月18日にパレスチナ統治問題を国際連合に依頼すると発表した。国連での討議においてアメリカ合衆国とソビエト連邦がアラブ人とユダヤ人の分割統治を推したため、11月29日に国連決議181号としてパレスチナ分割決議が決議された。
これはパレスチナをアラブ人地域、ユダヤ人地域、国連統治地域（エルサレム周辺）に三分割するものであった。当時のパレスチナ地域には既にユダヤ人が相当数おり国連は地域ごとの人口比や土地の利用法など様々な考慮を行い配分した。しかし結果的には193万人の人口のうち1/3のユダヤ人に56%の土地を与えるという、面積的にみれば不公平な形となった。補足として1945年3月31日時点でのユダヤ人の占有地は6%であり、イギリスの管理地を双方に分け与えた形になったが、このユダヤ人の建国を認める決議にアラブ連盟国およびアラブ人は一斉に反発した。
採択の翌日より、パレスチナは事実上内戦状態となった。決議に反発したアラブ人による襲撃・焼き討ちなどが行われ、ユダヤ人も応戦を余儀なくされた。イギリス軍はもはや治安維持能力が無く、内戦状態は放置された。
1947年11月29日のこの分割決議の直後12月4日にはイギリス閣僚会議で1948年5月14日真夜中をもって委任統治を終了し撤退することが決まった。国連は分割をスムーズに行うためその間のパレスチナの管理を国連と共有するよう要求したが、イギリスは拒否した。

### パレスチナ内戦への突入とアラブ連盟の戦争準備
この内戦状態を見てアラブ側の義勇兵が各国より集まり、1948年2月にアミーン・フサイニーやアブドゥル＝カーディル・アル＝フサイニーなどが率いるアラブ救世軍が結成され、ファウズィー・アル＝カウクジ率いるアラブ解放軍も結成された。また、結成間もないアラブ連盟の初代事務総長に就任したアブドゥル・ラフマーン・ハサン・アッザームはユダヤ系の商店やシナゴーグの破壊などの反ユダヤ主義行為を非難する人物で知られたが、この状況について『個人的にこれは排除の戦争となってモンゴルの大殺戮や十字軍の戦争と並び称されるような危険な虐殺の戦いになると思う、ユダヤ人は我々に戦争を強いないでほしい。義勇兵はパレスチナの人口を遥かに超えると私は考えている』と懸念を示し、あくまで自治権を視野に入れた一国家でのアラブ人とユダヤ人の平和的な共存を求めた。
ユダヤ人側も民兵組織ハガナーを中心に召集をかけ、また海外在住の従軍経験のあるユダヤ人にも勧誘を行い、7万人ほどを動員した。特に従軍経験のあるユダヤ人の参加は、ユダヤ人側の軍事的能力を大いに高めた。また武器については大戦終結直後の欧州各地より購入したり、詐欺まがいの方法で入手した。中でもイギリス軍から盗み出したM4中戦車およびクロムウェル巡航戦車計6輌は砂漠での戦闘を制するための貴重な機甲戦力となった。
1948年3月頃よりアラブ人部隊はエルサレムを包囲し、ユダヤ人の輸送トラックを襲撃するようになった。このためアラブ人部隊とユダヤ人部隊の衝突は続き、デイル・ヤシーン事件やハダサー医療従事者虐殺事件などの双方による虐殺事件も起きた。特にデイル・ヤシーン事件は当地在住のアラブ人に大きな恐怖感を与え、パレスチナからの脱出・難民の発生が始まった。
1948年5月15日の正式な戦争以前からすでにパレスチナは周囲のアラブ連盟の介入を招いており、パレスチナ内戦状態は5月15日を跨いでそのまま戦争へ突入した。またアラブ連盟各国は5月15日の侵攻に合わせて国境に兵士を配備するなど戦争準備を始めていった。

## 戦争推移

### 戦争の勃発
イギリス軍がパレスチナから撤退する1948年5月14日に、ユダヤ国民評議会はテルアビブにおいてイスラエル国の独立宣言を行った。そして、この日、レバノン、シリア、トランスヨルダン、イラク、エジプトのアラブ連盟5ヶ国はイスラエルに対し戦争を宣言した（後にサウジアラビア、イエメン、モロッコも部隊を派遣）。アラブ連合軍は翌15日にパレスチナに侵攻し、第一次中東戦争が勃発した。
開戦時のアラブ側兵力は15万人、対してユダヤ人は民兵合計3万人という圧倒的な差であった。アラブ側の主力は、アラブ軍団と呼ばれる精鋭部隊を持つヨルダン軍と、シナイ半島から進撃するエジプト軍である。対してイスラエル側は国連によって武力保持が禁じられていた為、ゲリラ部隊ハガナーがチェコスロバキアから密輸（バラク作戦）されていた小銃などで応戦していた。5月18日にヨルダン軍がエルサレムを包囲し、28日には旧市街のユダヤ人防衛部隊が降伏した。
しかし、エルサレム新市街はイスラエルが保持し続け、テルアビブの支持もあり徹底抗戦を行っていた。そこへの補給を巡り、ラトルンの要塞などで激戦が行われた。結局、要塞はアラブ側が保持したものの、6月にイスラエルは迂回路『ビルマ・ロード』を設定しエルサレム新市街への補給に成功する。

### 第一次休戦
ここで国連が停戦を呼びかける国連決議を可決、双方はこれを受け入れ6月11日より4週間の休戦となった。
この休戦期間中にイスラエル側は部隊の再編成を行った。この時点でのイスラエル武装組織は、主力のハガナーの他にシュテルンやレヒなど複数に分かれており、指揮系統が一本化されていなかった。そのためハガナーを中心にイスラエル国防軍を編成し、全武装組織の指揮系統を一本化することとした。しかし、これにイルグンが反発し、ついには武器輸送船「アルタレナ号」を巡り6月21日よりイスラエル国防軍と戦闘となった（アルタレナ号事件）。イルグンは国防軍に制圧され、イスラエルは自軍の指揮系統の一本化に成功した。次いでチェコスロバキアからアヴィア S-199（第二次世界大戦後にチェコスロバキアで製造されたメッサーシュミットBf109）戦闘機を中心とした武器が到着し、さらにM4中戦車もスクラップの名目で世界中から大量に入手・再生し、反攻の準備を整えていった。
一方のアラブ側もアラブ連盟がヨルダンのアブドゥッラー1世に全アラブ軍最高司令官の地位を与えるもヨルダンの影響力を恐れた各国の思惑から指揮系統の統一は成功しなかった。

### 第二次休戦・戦闘再開
停戦終了の7月9日、イスラエル国防軍はアラブ軍へ反攻を開始、戦闘が再開された。これに対し国連は再び停戦決議を可決、7月18日より第二次休戦が行われた。しかし、この停戦はすぐに小競り合いをきっかけに消滅し、全面的な戦闘が再開された。第一次停戦期間中に再編成を行い軍備を強化したイスラエル軍は強力であり、アラブ側を各地で撃破していった。特に中古の戦闘機によって制空権が確保されたが、パイロットは第二次世界大戦でアメリカ軍やイギリス軍の軍人として戦った経験を生かした。
その一方で、9月17日にスウェーデン赤十字総裁のフォルケ・ベルナドッテがエルサレムでユダヤ人組織・シュテルンに暗殺される事件があり、国際世論がイスラエルに厳しくなる面もあった。
1948年12月にイスラエル軍は南部ネゲブ砂漠で攻勢に出て一時シナイ半島に侵攻したが、ここでエジプトを影響圏としていたイギリスの警告を受けてそこより撤退した。

### 停戦協定

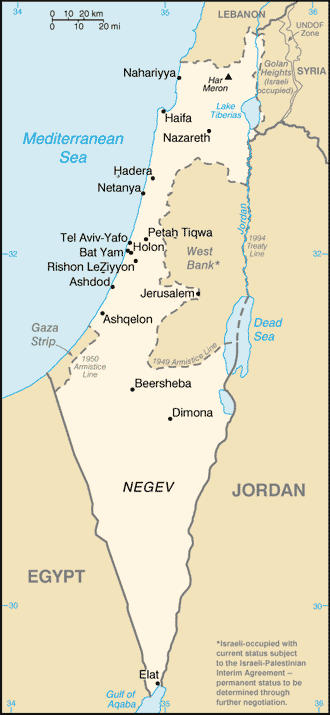
1949年停戦ライン。

1949年1月から、戦争に疲弊した各国はラルフ・バンチの仲介で休戦交渉を開始し、2月23日にイスラエルとエジプトの休戦協定が結ばれたのを始めとして、7月までに各国と停戦協定が結ばれた（1949年の休戦協定）。
パレスチナ地域のうち、大部分をイスラエルが占領したが、停戦時にエジプト軍が占領していたガザ地区はエジプトが実効支配し、ヨルダン軍が占領していたエルサレム旧市街を含むヨルダン川西岸地区は、12月に部分的なパレスチナ人の賛同とトランスヨルダン議会の決議により、トランスヨルダン領への編入を宣言し、国名をヨルダン・ハシミテ王国に変更した。この境界線はグリーンラインと呼ばれる。

## 地図
- Zionist military operations outside the UN-proposed Jewish state December 1947 - May 14, 1948
- Zionist military operations inside the UN-proposed Jewish state December 1947 - May 14, 1948
- Area controlled by Israel when independence was declared[リンク切れ]
- Arab invasion May 15, 1948[リンク切れ]
- Israeli military operations May 15 - 11 June, 1948
- Israeli military operations July 8 - 18, 1948
- Israeli military operations July 18, 1948 - November 1948
- Operation AYIN December 22, 1948 - January 7, 1949

## 無人化させられた村と町
- アンナビー・ユーシュア：預言者ヨシュアの廟を祀っていたシーア派の村。
- en:List of Arab towns and villages depopulated during the 1948 Palestinian exodus（1948年に無人化させられた村と町の一覧）。

## 関連作品
小説
- レオン・ユリス『エクソダス 栄光への脱出』（1958年、米国） - 第一次中東戦争直前のパレスチナを描いた小説。米国のユダヤ系作家であるユリスがアメリカ人にイスラエル建国物語を広めるために書いた小説で、イスラエル政府は小説執筆のための調査取材や映画化作品の撮影に全面協力した。

映画
- 栄光への脱出（1960年、米国） - 小説『エクソダス 栄光への脱出』の映画化。
- 巨大なる戦場（1966年、米国） - 第一次中東戦争を描いた戦争映画。アメリカ陸軍大佐ミッキー・マーカス（英語版）の伝記をもとにした作品。
- ケドマ 戦禍の起源（2002年、イタリア・フランス・イスラエル合作） - アモス・ギタイ監督作品。ナチスの弾圧から生き延びてパレスチナへ移住したユダヤ人たちが独立戦争という新たな悲劇に巻き込まれる姿を描く。
- パレスチナ1948 NAKBA（ナクバ）（2008年、日本） - ジャーナリストの広河隆一による第一次中東戦争をパレスチナ人側から見たドキュメンタリー映画。
- ファルハ（2021年、ヨルダン・スウェーデン・サウジアラビア合作） - 1948年のイスラエルによる民族浄化“ナクバ”（アラビア語で“大災厄”）をパレスチナ人少女の視点から描く。